# Hybomitra aksuensis
Hybomitra aksuensis är en tvåvingeart som beskrevs av Wang 1985. Hybomitra aksuensis ingår i släktet Hybomitra och familjen bromsar. Inga underarter finns listade i Catalogue of Life.